# Lorenzo Wright
Lorenzo Christopher Wright (ur. 9 grudnia 1926 w Detroit, zm. 27 marca 1972 tamże) – amerykański lekkoatleta, skoczek w dal i sprinter, mistrz olimpijski z 1948 z Londynu.
Główną specjalnością lekkoatletyczną Wrighta był skok w dal. Był w tej konkurencji halowym mistrzem Stanów Zjednoczonych (AAU) w 1948 i 1952. 5 maja 1948 w Detroit osiągnął znakomity wynik 7,90 m. Na igrzyskach olimpijskich w 1948 w Londynie nie był w stanie powtórzyć tego rezultatu i zajął 4. miejsce z wynikiem 7,45 m. Na tych samych igrzyskach niespodziewanie wystąpił w sztafecie 4 × 100 metrów zastępując Eda Conwella, który cierpiał na astmę. Biegł na 2. zmianie (skład sztafety: Barney Ewell, Wright, Harrison Dillard i Mel Patton). W finale sztafeta amerykańska wyraźnie wygrała, ale została zdyskwalifikowana za przekroczenie strefy zmian przy przekazywaniu pałeczki przez Ewella Wrightowi. Po analizie filmu z biegu okazało się, że zmiana był prawidłowa i sztafecie USA przywrócono złoty medal po 3 dniach od zakończenia konkurencji.
Wright ukończył studia na Wayne State University. Pracował jako nauczyciel i trener w szkołach w Michigan. Zmarł tragicznie, zasztyletowany przez żonę podczas kłótni domowej.